# Chapelle de la Rencontre de Strasbourg
La chapelle de la Rencontre fait partie de la paroisse protestante Saint-Matthieu de Strasbourg. Elle était autrefois appelée chapelle du Port du Rhin.
Elle est située place de l'Hippodrome dans le quartier du Port du Rhin à Strasbourg, à proximité du pont de l'Europe et du jardin des Deux Rives.

## Histoire
La chapelle a été achevée en 1951. Construite grâce à des fonds provenant des réparations de guerre versées par l’Allemagne et inspirée d'une église suisse, elle remplace une ancienne chapelle détruite au cours de la Seconde Guerre mondiale. Juste en face se trouve l'église Sainte-Jeanne-d'Arc de Strasbourg.
La chapelle est progressivement désaffectée à la suite de la construction de l'église Saint-Matthieu. C'est d'ailleurs la paroisse Saint-Matthieu qui - depuis 1983 - anime des cultes pour les chrétiens du quartier du Port du Rhin et assure de l'entretien de cette chapelle.
Un culte protestant y est célébré une fois par mois, hors période hivernale. Dans un esprit œcuménique, la chapelle est également utilisée par la communauté orthodoxe francophone qui se réclame de l'église Saint-Jean-Cassien.
Avec le développement du quartier du Port du Rhin, dans le cadre du projet d'aménagement urbain « Deux-Rives », un projet de rénovation visant à faire de la chapelle un « lieu de rencontre interculturel » est lancé en septembre 2019.